# Koyamacalia yatabei
Koyamacalia yatabei là một loài thực vật có hoa trong họ Cúc. Loài này được (Matsumura & Koidz.) H.Rob. & Brettell mô tả khoa học đầu tiên năm 1973.